# Israël op het Eurovisiesongfestival 2019

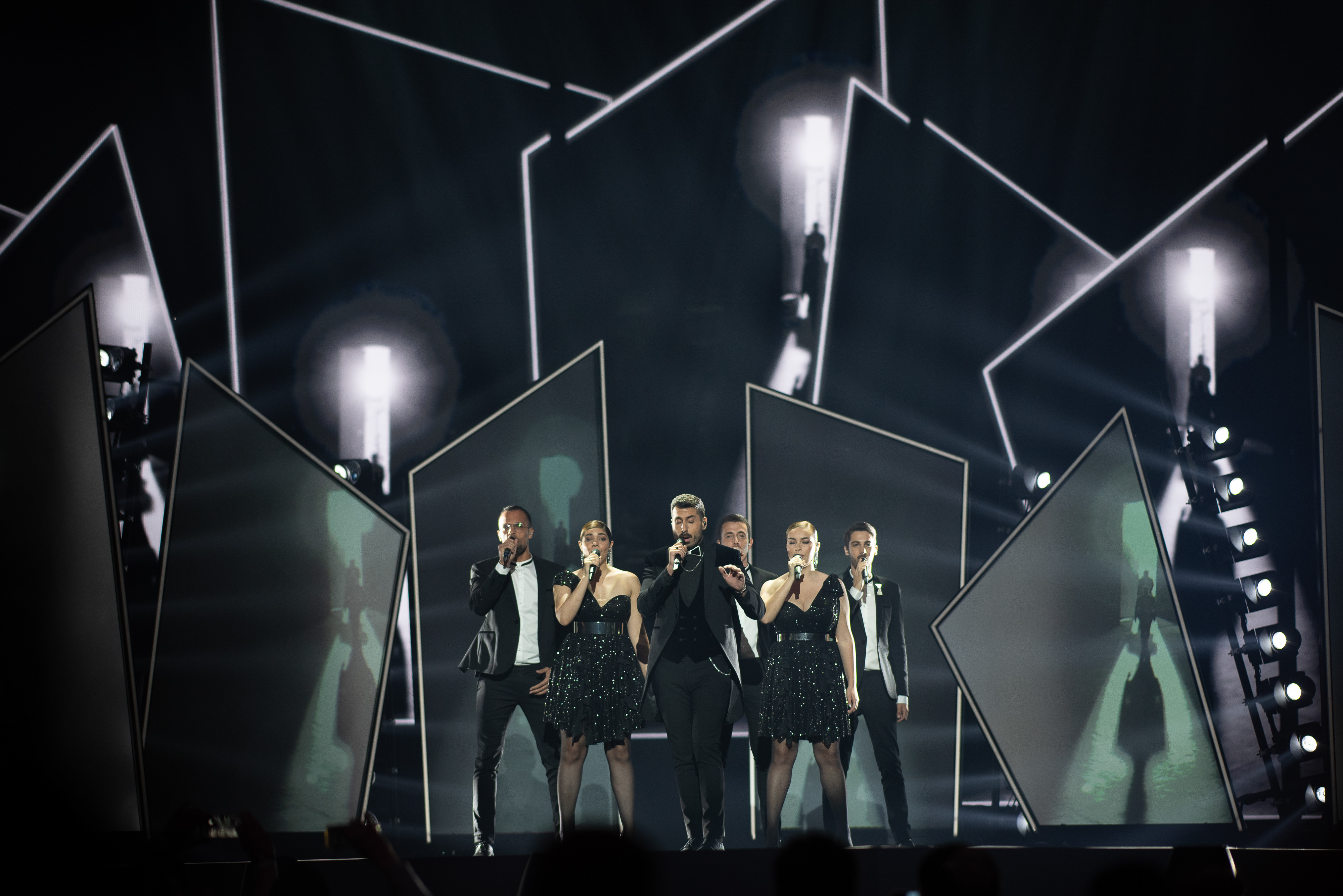
Kobi Marimi tijdens de finale in Tel Aviv.

Israël nam deel aan het Eurovisiesongfestival 2019, dat gehouden werd in eigen land, in Tel Aviv. Het was de 42ste deelname van het land aan het Eurovisiesongfestival. IPBC was verantwoordelijk voor de Israëlische bijdrage voor de editie van 2019.

## Selectieprocedure
De Israëlische deelnemer aan het Eurovisiesongfestival 2019 werd net als een jaar eerder gekozen via een talentenjacht met als titel HaKokhav HaBa L'Eurovizion. De finale vond plaats op 12 februari 2019. Kobi Marimi ging met de zegepalm aan de haal. Nadien werd intern een nummer geselecteerd. De keuze viel uiteindelijk op Home. Het nummer werd op 10 maart 2019 gepresenteerd aan het grote publiek.

## In Tel Aviv
Het Eurovisiesongfestival van 2019 vond plaats in Israël na de overwinning van het land in 2018. Als gastland mocht Israël automatisch aantreden in de finale, op zaterdag 18 mei 2019. Kobi Marimi was als veertiende van 26 artiesten aan de beurt. Zijn nummer Home kreeg geen enkel punt van de vakjury's, maar ontving wel 35 punten van de televoting (waaronder 12 punten uit Frankrijk). Hiermee eindigde hij op de 23ste plaats.
1973 · 1974 · 1975 · 1976 · 1977 · 1978 · 1979 · 1980 · 1981 · 1982 · 1983 · 1984 · 1985 · 1986 · 1987 · 1988 · 1989 · 1990 · 1991 · 1992 · 1993 · 1994 · 1995 · 1996-1997 · 1998 · 1999 · 2000 · 2001 · 2002 · 2003 · 2004 · 2005 · 2006 · 2007 · 2008 · 2009 · 2010 · 2011 · 2012 · 2013 · 2014 · 2015 · 2016 · 2017 · 2018 · 2019 · 2020 · 2021 · 2022 · 2023 · 2024 · 2025
Albanië · Armenië · Australië · Azerbeidzjan · België · Cyprus · Denemarken · Duitsland · Estland · Finland · Frankrijk · Georgië · Griekenland · Hongarije · Ierland · IJsland · Israël · Italië · Kroatië · Letland · Litouwen · Malta · Moldavië · Montenegro · Nederland · Noord-Macedonië · Noorwegen · Oostenrijk · Polen · Portugal · Roemenië · Rusland · San Marino · Servië · Slovenië · Spanje · Tsjechië · Verenigd Koninkrijk · Wit-Rusland · Zweden · Zwitserland